# Vilshärads naturreservat
Vilshärad är ett naturreservat i Harplinge socken i Halmstads kommun i Halland.

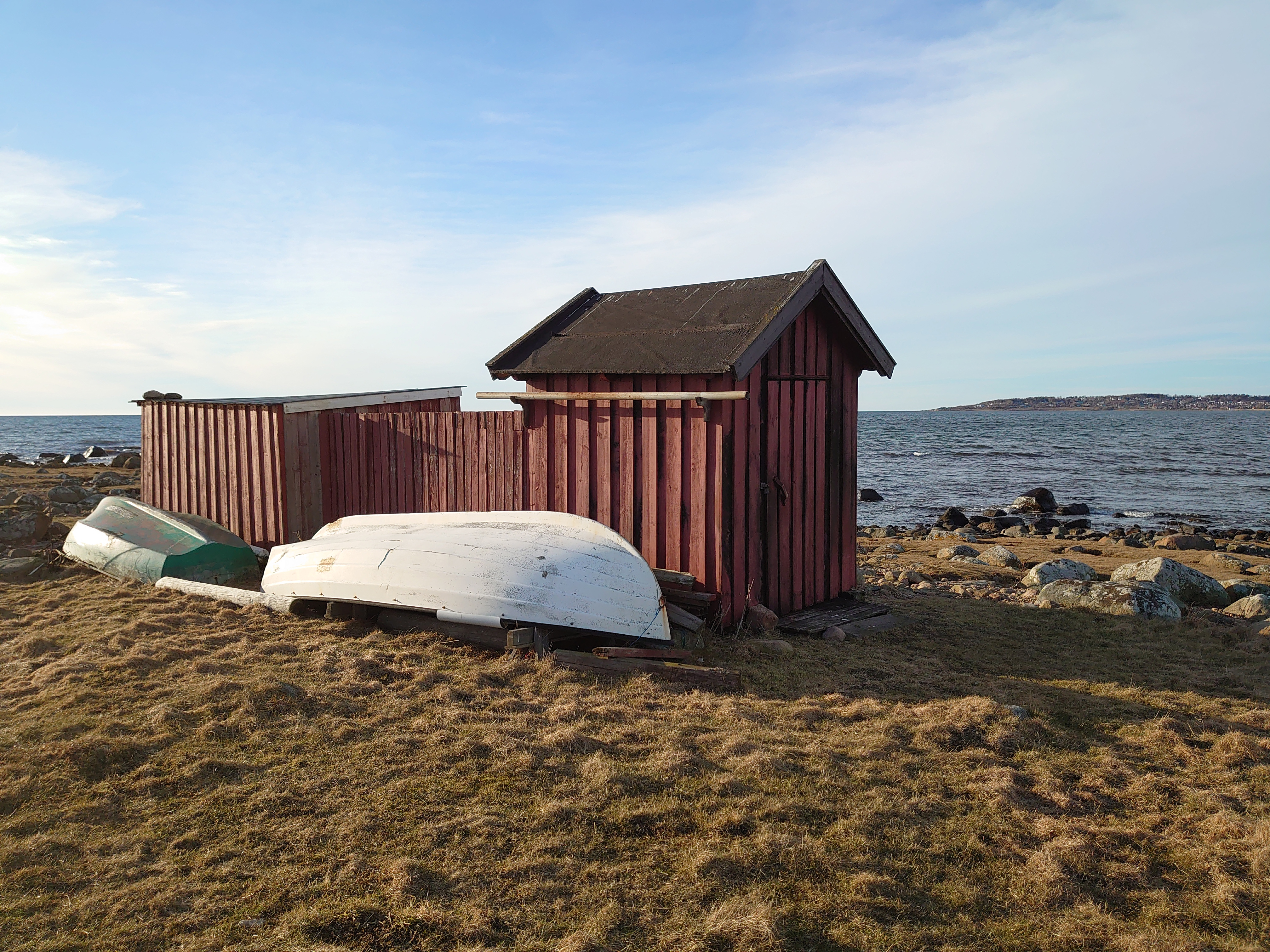
Fiskebodar vid strandängarna i Vilshärads naturreservat

Området är skyddat sedan 1974 och omfattar 14 hektar. Det är beläget kustnära strax söder om Haverdals naturreservat och väster om Vilshärad. Intill ligger Strandgårdens Camping, sommarhem och kyrka.
På reservatets strandängarna växer trift, kustarun, gulkämpar och strandkrypa. Här kan man få se strandskata, ejder och gravand. Området genomkorsas av höga stenmurar som minner om äldre tiders odlingssystem.